# ۱۴۳ (عدد)
۱۴۳(صد و چهل و سه) یک عدد طبیعی است که بعد از ۱۴۲ و قبل از ۱۴۴ قرار دارد.